# Armel Bella-Kotchap
Armel Bella-Kotchap (* 11. Dezember 2001 in Paris, Frankreich) ist ein deutsch-kamerunischer Fußballspieler. Der Innenverteidiger ist deutscher Nationalspieler. Aktuell steht er bei FC Southampton unter Vertrag.

## Karriere

### Verein
Bella-Kotchap wurde im Jahr 2001 in der französischen Hauptstadt Paris geboren, wuchs aber in Deutschland auf und lebte zunächst in Ahlen, wo er im Jahr 2005 bei Rot-Weiß Ahlen (bis 2006 LR Ahlen) beitrat, ehe er mit seiner Familie im Jahr 2009 mit seiner Familie nach Neuss zog und dem SC Grimlingshausen beitrat. Dort spielte er, bis er in die D-Jugend von Borussia Mönchengladbach wechselte. Über Umwege beim Düsseldorfer Stadtteilverein SG Unterrath sowie beim MSV Duisburg landete er im „Talentwerk“ des VfL Bochum.
Anfang 2019 wurde er, nachdem er bereits in der Saisonvorbereitung am Trainingslager in Weiler-Simmerberg teilgenommen hatte, von Cheftrainer Robin Dutt gemeinsam mit einigen Mannschaftskollegen aus der Bochumer U19 in den Profikader befördert, gleich bei seinem ersten Spiel im Profibereich (2:3 beim FC Erzgebirge Aue im April) spielte der Innenverteidiger über 90 Minuten. Bereits im Vorfeld hatte Bella-Kotchap einen langfristigen Profivertrag unterzeichnet.
Nach insgesamt 66 Ligaspielen (ein Tor) für den VfL Bochum wechselte Bella-Kotchap zur Saison 2022/23, mit einer Ablösesumme von 10 Millionen Euro, zum englischen Erstligisten FC Southampton. Damit war er der wertvollste Abgang in der Geschichte des VfL Bochum. Nachdem er im ersten Ligaspiel noch auf der Bank gesessen hatte, wurde er im zweiten Ligaspiel gegen Leeds United von Beginn an eingesetzt und etablierte sich zunächst als Stammspieler in der Innenverteidigung Southamptons.
Im September 2023 wechselte er auf Leihbasis zur PSV Eindhoven.

### Nationalmannschaft
Bella-Kotchap kam seit 2018 für deutsche Nachwuchsnationalmannschaften zum Einsatz. Als Doppelstaatsbürger wäre er auch für kamerunische Nationalmannschaften spielberechtigt. Im Mai 2021 wurde er von Stefan Kuntz ins Trainingslager der deutschen U-21-Nationalmannschaft eingeladen, weil einige für die Endrunde der U-21-Europameisterschaft 2021 vorgesehene Spieler noch für ihre Vereine spielen mussten und um als möglicher Nachrücker bei Verletzungsausfällen einspringen zu können. Als „Stand-by-Profi“ reiste er mit der Mannschaft zur Endrunde, wurde aber letztlich nicht für das Turnieraufgebot nominiert. Das Team gewann den Europameistertitel, bei der anschließenden Siegerehrung befand er sich mit auf dem Platz.
Am 15. September 2022 nominierte Nationaltrainer Hansi Flick Bella-Kotchap für den Kader der deutschen A-Nationalmannschaft für die Spiele der UEFA Nations League. Am 26. September 2022 debütierte er schließlich als Einwechselspieler im Spiel der DFB-Auswahl gegen England.
Im November 2022 wurde er von Trainer Hansi Flick in den Deutschland-Kader für die Fußball-Weltmeisterschaft 2022 berufen.

## Erfolge
- Meister der 2. Bundesliga und Aufstieg in die Bundesliga: 2021
- Niederländischer Meister: 2023/24 (PSV Eindhoven)

## Privates
Armel ist der Sohn des ehemaligen kamerunischen Nationalspielers Cyrille Florent Bella, der selbst elf Jahre lang in Deutschland gespielt hatte. Durch ihn hält er auch die kamerunische Staatsbürgerschaft.